# 刘成龙
刘成龙，奉天海州（辽宁海城）人，是一名清朝政治人物。贡生出身。
刘成龙曾于1652年接替周世昌任华亭县知县一职，1653年由張天麟接任。